# Calliergon joveti-astii
Calliergon joveti-astii là một loài rêu trong họ Amblystegiaceae. Loài này được Hebr. mô tả khoa học đầu tiên năm 1970.